# 教育と愛国
『教育と愛国』（きょういくとあいこく）は、毎日放送（MBS）が2017年7月に『映像'17』で放送したドキュメンタリー作品である。放送上の正式タイトルは『教育と愛国～教科書でいま何が起きているのか』で、2017年度（第55回）のギャラクシー賞でテレビ部門大賞を受賞した。
本ページでは、この作品を基に岩波書店が2019年に刊行した書籍『教育と愛国―誰が教室を窒息させるのか』（書籍版）および、追加取材と再編集を経て2022年に劇場で公開されたドキュメンタリー映画『教育と愛国』（映画版）についても述べる。映画版は、日本ジャーナリスト会議の2022年度JCJ大賞を受賞し、日本映画ペンクラブの2022年文化映画ベスト1に選ばれた。

## 制作の背景
2017年3月24日、文部科学省は2016年度の教科書検定の結果を公表した。2018年度から正式教科となる「道徳」の小学校教科書が初めて申請され、8社の24点が検定意見を受けた修正を経て合格した。この際に、東京書籍の1年用の道徳教科書に収録された教材「にちようびのさんぽみち」に付された検定意見が特に話題となった。文科省は子どもが自分の住む地域を散歩して「パン屋」で友だちに出会うという話に対し、学習指導要領にある「国や郷土を愛する態度」に照らして扱いが不適切である、という意見を付け、東京書籍が「パン屋」を「和菓子屋」に変更したことが判明。インターネット上で論争が巻き起こったあげく、全日本パン協同組合連合会が抗議する事態に至った。
毎日放送の報道局員（当時）として『映像』（ドキュメンタリー番組の放送枠）向け作品の取材や制作を手掛けていた斉加尚代は、上記の動向をかねてから注視。2017年度の高校向け歴史教科書の検定において、沖縄戦の住民の集団自決に旧日本軍が関与したとされる記述の削除を文部科学省が要請したことや、この要請に出版社が応じたことが上記の動向と「根っこのところでつながっている」と感じたいう。
斉加は、このような問題意識を踏まえて、教科書や初等中等教育への政治介入をテーマにした番組の企画書を2017年5月7日に作成。学び舎の歴史教科書『ともに学ぶ 人間の歴史』を採用した麻布中学校を手始めに、番組の制作に向けて取材を進めた。最初の取材先を麻布中学校に定めたのは、「『ともに学ぶ 人間の歴史』には旧日本軍と従軍慰安婦の記述がある」として、大量の抗議ハガキが学校宛てに届いていたことによる。ハガキの多くは匿名で送られていたが、差出人の実名が記されたハガキには、籠池泰典（当時は学校法人森友学園の理事長）や松浦正人（当時は山口県防府市の市長・教育再生首長会議の会長）の名があったという。

## 概要

### テレビドキュメンタリー『教育と愛国～教科書でいま何が起きているのか』
2017年7月30日、『映像'17 教育と愛国～教科書でいま何が起きているのか』が放送。番組では松浦正人へのインタビューが使われた。同年12月9日、朝日新聞は夕刊の文化芸能欄に、テレビ業界の現況を論じた記事「回顧2017」を掲載。上智大学教授の水島宏明はこの記事の中で、『教育と愛国～教科書でいま何が起きているのか』を2017年の報道番組ベスト3の一本に選んだ。
2018年3月4日（5日深夜）、『映像'17 教育と愛国～教科書でいま何が起きているのか』の短縮版が、TBSの報道番組「JNNドキュメンタリー ザ・フォーカス」の枠で放送される。同年5月、放送批評懇談会主催の第55回「ギャラクシー賞」が発表され、同番組はテレビ部門大賞を受賞した。また、第38回「『地方の時代』映像祭」において放送局部門優秀賞を受賞した。受賞が決まったことを踏まえて、同年6月16日に再放送を実施。もっとも、編成局の担当者が報道局（部署名はいずれも当時）の幹部にクレームを入れるほど、再放送での視聴率は低かった。

### 書籍化と映画化
2019年5月30日、書籍版『教育と愛国―誰が教室を窒息させるのか』が岩波書店から出版される。
斉加は2020年8月から9月にかけ、『映像'17 教育と愛国～教科書でいま何が起きているのか』映画版の制作（映画化）事業の企画書を書き上げ、毎日放送のコンテンツ戦略局へ提出。同年10月1日、日本学術会議が推薦した会員候補のうち、菅義偉首相が6人の歴史学者を任命しなかったことが報じられる。新会員の任命拒否は大きな社会問題となった。斉加は「学問の自由も危ないぞと切羽詰まる思いで」映画化を急いだが、正式決定までには1年を要した。
映画版には伊藤隆や籠池泰典の最新インタビュー、2021年7月に大阪市で開催された「表現の不自由展かんさい」の取材などが追加で盛り込まれた。50分のテレビ版は107分の映画版として生まれ変わった。冒頭で、米国の対日国策映画『汝の敵、日本を知れ』（1945年）の一シーンが紹介される。
映画版は2022年5月13日から、日本全国の映画館で順次公開。同年7月18日までの時点で、2万7,000名以上の観客動員を記録した。2021年6月から毎日放送の代表取締役社長を務める虫明洋一は、2022年7月の社長定例会見で、映画版について「（『映像』シリーズとして）40年以上放送しているテレビドキュメンタリーが、『テレビ』という枠から飛び出して、映画の世界で一定の結果を出していることは非常に嬉しい」との見解を披露した。
2022年8月31日、日本ジャーナリスト会議は映画版を第65回JCJ大賞に選出した。2023年1月、日本映画ペンクラブは映画版を2022年文化映画ベスト1に選出した。同年3月25日、日本映画復興会議は映画版を日本映画復興奨励賞に選出した。
2023年4月25日、ブエノスアイレス国際インディペンデント映画祭で上映された。

## 出演者
（出演順）
- 西川隆雄（全日本パン協同組合連合会長）
- 吉田典裕（出版労連教科書対策部）
- 池田剛（日本書籍元編集者）
- 藤岡信勝（新しい歴史教科書をつくる会理事）
- 吉田裕（一橋大学名誉教授）
- 安倍晋三（元内閣総理大臣）
- 松井一郎（大阪府知事）
- 伊藤隆（東京大学名誉教授）

- 吉川嘉勝（元中学校教諭）
- 上山和雄（國學院大學名誉教授）
- 杉山晋輔（外務審議官）
- 関誠（『ともに学ぶ 人間の歴史』執筆者）
- 籠池泰典（学校法人籠池学園理事長）
- 松浦正人（元防府市長）
- 吉村洋文（大阪府知事）
- 平井美津子（中学校教諭、子どもと教科書大阪ネット事務局長）

- 菅義偉（内閣総理大臣）
- 萩生田光一（文部科学大臣）
- 神山弘（文部科学省教科書課長）
- 牟田和恵（大阪大学大学院教授）
- 杉田水脈（衆議院議員）
- 櫻井よしこ（政治活動家）
- 岡田正則（早稲田大学教授）

## スタッフ
- 監督 - 斉加尚代
- プロデューサー - 澤田隆三、奥田信幸
- 撮影 - 北川哲也
- 編集 - 新子博行
- 録音・照明 - 小宮かづき
- 語り - 井浦新
- 朗読 - 河本光正、関岡香、古川圭子
- 配給・宣伝 - きろくびと
- 製作協力・宣伝 - 松井寛子
- 製作 - 映画「教育と愛国」製作委員会